# Monica Hughes
Monica Mary Ince Hughes, OC (* 3. November 1925 in Liverpool; † 7. März 2003 in Edmonton, Alberta) war eine englisch-kanadische Autorin von Büchern für Kinder und junge Erwachsene, insbesondere mit Science-Fiction-Themen. Sie schrieb auch Abenteuer- und historische Romane, die in Kanada spielen, und den Text für einige Bilderbücher für Kinder. Sie ist vielleicht meist für die Isis-Trilogie von Science-Fiction-Romanen (1980–1982) bekannt.

## Biografie
Monica Hughes lebte in vielen verschiedenen Ländern, einschließlich Ägypten, Schottland, England und Simbabwe. Sie war die Tochter von Phylis Fry und E.L Ince. Ihre beiden Eltern arbeiteten an der University of Liverpool, wo ihr Vater Mathematiker und ihre Mutter Biologin war.
In ihren Schuljahren ermutigten ihre Lehrer sie immer, zu schreiben und sich an Preisausschreibungen für Aufsätze zu beteiligen. Hughes besuchte die Edinburgh University von 1942 bis 1943. Während ihrer Schulzeit wurden Hughes akademische Studien infolge des Zweiten Weltkriegs unterbrochen. Sie trat dem Militärdienst der Wrens von den Jahren 1943–1946 bei, um deutsche Verschlüsselungscodes zu knacken. Nach der Rückkehr vom Krieg ging Hughes zurück zur Universität, um Meteorologie zu studieren. Sie heiratete Glen Hughes am 22. April 1957, zusammen hatten sie 4 Kinder.
Bevor sie Schriftstellerin wurde, hatte Hughes viele andere Karrieren. In den Jahren 1948 bis 1949 entwarf sie Kleider in London und Bulawayo, Simbabwe. Sie war auch Bankangestellte im Jahr 1951 und von 1952 bis 1957 Labortechnikerin. Monica Hughes hat über 35 Bücher für Jugendliche geschrieben und gilt als eine der besten Schriftstellerinnen Kanadas für Kinder und junge Erwachsene. Viele ihrer Bücher sind Science-Fiction. Monica Hughes wurde wiederholt von der Kritikerin Sarah Ellis in The Horn Book Magazine als „Kanadas beste Science-Fiction-Autorin für Kinder“ bezeichnet.
Wenn Hughes nicht schreibt oder in der Schule arbeitet, soll sie gerne schwimmen, spazieren gehen und im Garten arbeiten.

## Autorin
Hughes schrieb ungefähr 40 Bücher, einschließlich mehr als 20 Science-Fiction-Romane. Obwohl sie einen großen Teil ihres Lebens damit verbracht hat, zu schreiben, war sie fast fünfzig, als ihr erstes Buch veröffentlicht wurde. Dies war Gold-Fever Trail: A Klondike Adventure, ein historischer Roman, der in Kanada zur Zeit des Klondike-Goldrauschs spielt.
Die Isis-Trilogie besteht aus The Keeper of the Isis Light und zwei Fortsetzungen, die ursprünglich von Hamish Hamilton aus London 1980 bis 1982 veröffentlicht wurde. Hughes nahm den Phoenix Award für The Keeper of the Isis Light 20 Jahre später entgegen und diskutierte ihren Schreibprozess im Allgemeinen und speziell für diese Arbeit.
WorldCat berichtet, dass Invitation to the Game (Toronto: HarperCollins, 1990) ihre mit Abstand am häufigsten in teilnehmenden Bibliotheken vertretene Arbeit ist. Es ist eine Dystopie, der im Jahr 2154 auf der Erde spielt.
Ihr letztes Buch war The Maze (2002). Es zeigt eine weibliche Protagonistin und zwei Mobber, die per Magie in ein Labyrinth versetzt worden sind. Die beiden, die sie vorher noch gemobbt haben, sind allerdings auf ihre Fähigkeiten angewiesen, um entkommen zu können.

## Auszeichnungen
The Keeper of the Isis Light gewann 2000 den Phoenix Award von der Children’s Literature Association als das beste englischsprachige Kinderbuch, das keine große Auszeichnung erhielt, als es ursprünglich vor zwanzig Jahren veröffentlicht wurde. Benannt ist der Preis nach dem Phönix aus der Mythologie, um den Wiederaufstieg eines Buches aus der Dunkelheit anzudeuten.
Invitation to the Game (Toronto: HarperCollins, 1990) gewann den Hal Clement Award als den besten Science-Fiction-Roman des Jahres für junge Erwachsene
Hughes gewann auch den Vicky Metcalf Award, den Alberta Culture Juvenile Novel Award, den Bay's Beaver Award und den Alberta R. Ross Annett Award.

## Bibliografie

### Romane

#### Arc One
- Den Teufel im Nacken. Band 1. Alibaba, 1989, ISBN 3-922723-67-5 (kanadisches Englisch: Devil on My Back. 1984. Übersetzt von Cornelia Krutz-Arnold).
- The Dream Catcher. Band 2. Julia MacRae, 1984, ISBN 0-86203-241-5 (kanadisches Englisch, nicht auf Deutsch erschienen).

#### Crisis on Conshelf Ten
- Crisis on Conshelf Ten. Band 1. Copp Clark, 1975, ISBN 0-7730-1042-4 (kanadisches Englisch, nicht auf Deutsch erschienen).
- Earthdark. Band 2. Hamish Hamilton, 1977, ISBN 0-241-89544-8 (kanadisches Englisch, nicht auf Deutsch erschienen).

#### Isis
- Die Herrscherin von Isis. Band 1. F. Schneider, 1984, ISBN 3-505-08809-9 (kanadisches Englisch: The Keeper of the Isis Light. 1980. Übersetzt von Charlotte Franke).
- Das Rätsel von Isis. Band 2. F. Schneider, 1985, ISBN 3-505-09146-4 (kanadisches Englisch: The Guardian of Isis. 1981. Übersetzt von Charlotte Franke).
- Der Zauberer von Isis. Band 3. F. Schneider, 1985, ISBN 3-505-09147-2 (kanadisches Englisch: The Isis Pedlar. 1982. Übersetzt von Charlotte Franke).

#### Sandwriter
- Das Geheimnis der Grossen Düne. Band 1. Benziger, 1986, ISBN 3-545-33134-2 (kanadisches Englisch: Sandwriter. 1985. Übersetzt von Anne Uhde).
- The Promise. Band 2. Methuen Children’s Books, 1989, ISBN 0-416-13562-5 (kanadisches Englisch, nicht auf Deutsch erschienen).

### Weitere Romane
- Geistertanz. Bertelsmann, 1980, ISBN 3-570-06426-3 (kanadisches Englisch: The Ghost Dance Caper. 1972. Übersetzt von Marlies Single & Werner J. Egli).
- Jäger in der Nacht. Benziger, 1984, ISBN 3-545-33124-5 (kanadisches Englisch: Hunter in the dark. 1982. Übersetzt von Fred Schmitz).
- Gefährliche Wege. Arena, 1988, ISBN 3-401-07011-8 (kanadisches Englisch: Log Jam. 1987. Übersetzt von Elisabeth Epple).
- Gold unterm Eis. Maier, 1987, ISBN 3-473-51589-2 (kanadisches Englisch: Gold Fever Trail: A Klondike Adventure. 1974. Übersetzt von Cornelia Krutz-Arnold).
- The Tomorrow City. Hamish Hamilton, 1978, ISBN 0-241-89887-0 (kanadisches Englisch, nicht auf Deutsch erschienen).
- Hinter dem dunklen Fluss. Maier, 1986, ISBN 3-473-35083-4 (kanadisches Englisch: Beyond the dark river. 1979. Übersetzt von Cornelia Krutz-Arnold).
- Wenn das Eis kommt. Maier, 1985, ISBN 3-473-35076-1 (kanadisches Englisch: Ring-Rise Ring-Set. 1982. Übersetzt von Cornelia Krutz-Arnold).
- Space Trap. Groundwood Books, 1983, ISBN 0-88899-016-2 (kanadisches Englisch, nicht auf Deutsch erschienen).
- The Promise. Methuen Children’s Books, 1989, ISBN 0-416-13562-5 (kanadisches Englisch, nicht auf Deutsch erschienen).
- Invitation to the Game. HarperCollins, 1990, ISBN 0-416-16002-6 (kanadisches Englisch, nicht auf Deutsch erschienen).
- The Crystal Drop. Methuen Children’s Books, 1992, ISBN 0-416-18852-4 (kanadisches Englisch, nicht auf Deutsch erschienen).
- The Golden Aquarians. HarperCollins, 1994, ISBN 0-00-224253-2 (kanadisches Englisch, nicht auf Deutsch erschienen).
- Castle Tourmandyne. HarperCollins, 1995, ISBN 0-00-224364-4 (kanadisches Englisch, nicht auf Deutsch erschienen).
- The Faces of Fear. HarperCollins, 1997, ISBN 0-00-224560-4 (kanadisches Englisch, nicht auf Deutsch erschienen).
- The Story Box. HarperCollins, 1998, ISBN 0-00-648051-9 (kanadisches Englisch, nicht auf Deutsch erschienen).
- The Other Place. HarperCollins, 2000, ISBN 0-00-648176-0 (kanadisches Englisch, nicht auf Deutsch erschienen).

### Herausgegebene Anthologie
- What If ...? Amazing Stories. Tundra Books, 1998, ISBN 0-88776-458-4 (kanadisches Englisch, nicht auf Deutsch erschienen).